# Karaiby

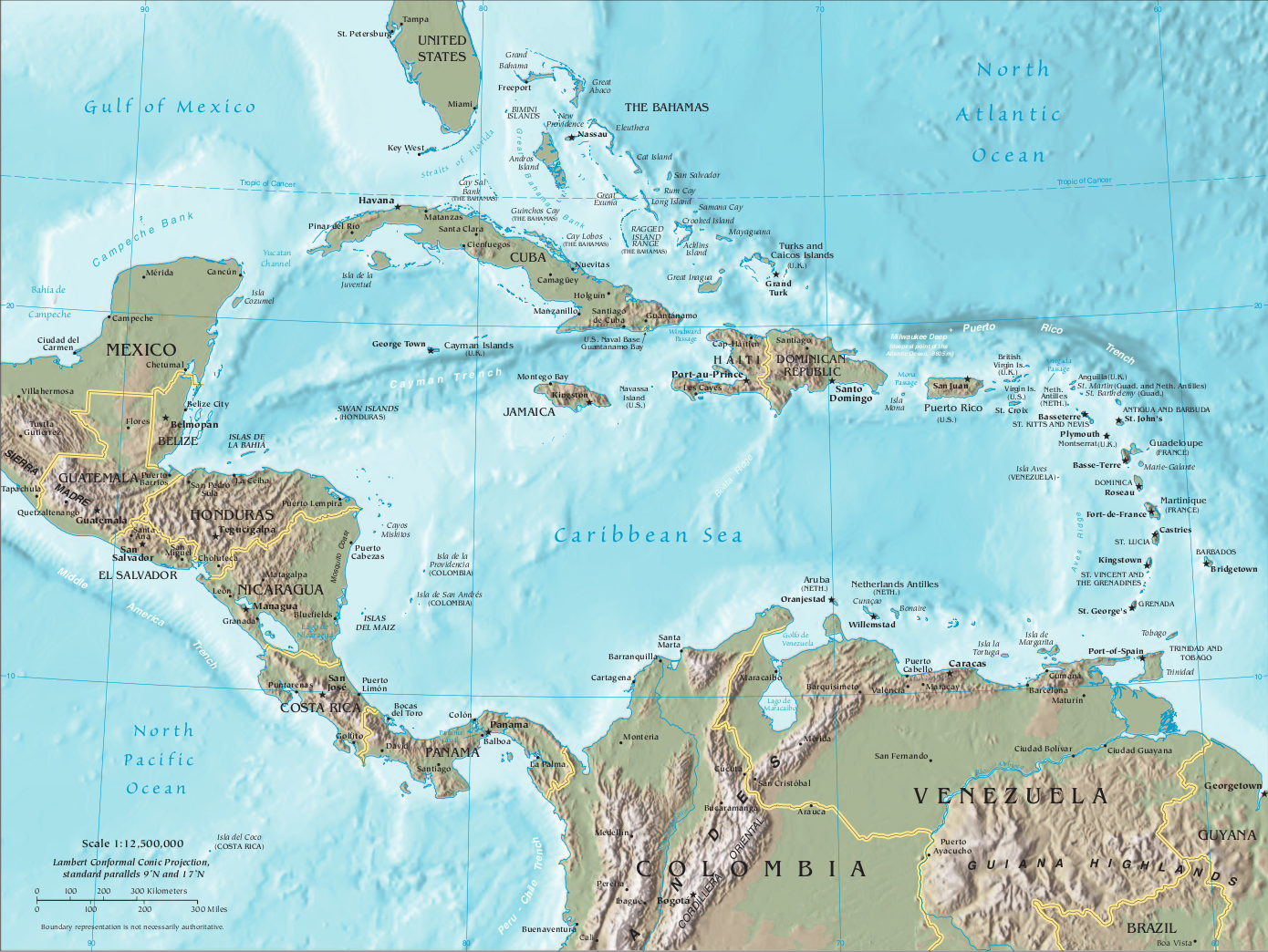
Mapa Karaibów

Karaiby – region składający się z Morza Karaibskiego, tamtejszych wysp (w całości znajdujących się na Morzu Karaibskim, lub też częściowo z nim graniczących, a częściowo z Oceanem Atlantyckim) oraz otaczających je wybrzeży. Region jest położony na południowy wschód od Zatoki Meksykańskiej i kontynentalnej Ameryki Północnej, na wschód od Ameryki Centralnej i na północ od Ameryki Południowej.
W położonym w zdecydowanej większości na płycie karaibskiej regionie znajdują się tysiące wysp i wysepek. Większość z nich tworzy łuki wyspowe, wyznaczające północną i wschodnią granicę Morza Karaibskiego. Wyspy Karaibskie składające się z Wielkich Antyli na północy i Małych Antyli na południu i wschodzie (w tym Wyspy Zawietrzne) są częścią Indii Zachodnich, do których zaliczany jest również archipelag Bahamów (tj. Bahamy oraz Turks i Caicos). W szerszym znaczeniu kraje kontynentalne jak Belize, Wenezuela, Gujana, Surinam i Gujana Francuska też są włączane do regionu Karaibów.
W skład Karaibów wchodzą państwa wyspiarskie, terytoria zależne, departamenty zamorskie oraz gminy specjalne (zamorskie): Anguilla, Antigua i Barbuda, Aruba, Bahamy, Barbados, Brytyjskie Wyspy Dziewicze, Dominika, Dominikana, Grenada, Gwadelupa, Haiti, Jamajka, Kajmany, Kuba, Martynika, Montserrat, Portoryko, Saint-Barthélemy, Saint-Martin, Saint Kitts i Nevis, Saint Lucia, Saint Vincent i Grenadyny, Trynidad i Tobago, Turks i Caicos, Wyspy Dziewicze Stanów Zjednoczonych. Do 2010 roku do Karaibów były również zaliczane Antyle Holenderskie,  niderlandzkie terytorium autonomiczne obejmujące 5 wysp: Bonaire, Curaçao, Saba, Sint Eustatius i Sint Maarten. W wyniku referendum i w efekcie rozwiązania Antyli Holenderskich Bonaire, Saba i Sint Eustatius stały się holenderskimi gminami nadzwyczajnymi, nazywane też gminami zamorskimi lub gminami specjalnymi (niderl. bijzondere gemeenten). Curaçao oraz Sint Maarten stały się autonomicznymi krajami (niderl. land) wchodzącymi w skład Królestwa Niderlandów.
W sumie wyspy obejmują obszar 255 tys. km², z liczbą ludności przekraczającą 40 mln osób.

## Historia

Zmiany polityczne na Karaibach w przeszłości

Karaiby zostały odkryte przez Kolumba w 1492 roku i dość szybko skolonizowane przez mocarstwa europejskie.
Kuba, wschodnia część Hispanioli (Dominikana) i Portoryko stanowiły własność korony hiszpańskiej, Jamajka należała do W. Brytanii, zachodnia część Hispanioli (Haiti) do Francji.
We francuskiej części Hispanioli w 1791 r. czarni niewolnicy, stanowiący zdecydowaną większość ludności wyspy, uniezależnili się w drodze zbrojnego powstania od Francuzów, rozbili ekspedycję wojsk napoleońskich w 1803 r. i w następnym roku utworzyli własne niepodległe państwo.
Również hiszpańska Dominikana, po kilku nieudanych powstaniach, uzyskała niepodległość w 1844 r. W ten sposób wszystkie hiszpańskie posiadłości w pierwszej połowie XIX w. stały się niepodległe, prócz Kuby i Portoryko.
Kuba, największa z wysp karaibskich, mimo kilkakrotnych buntów tubylczej ludności w latach 1868–1875 i 1895, pozostawała zależna od Hiszpanii do 1898 r., to jest do wojny Stanów Zjednoczonych Ameryki z Hiszpanią. Po klęsce Hiszpanii Kuba uzyskała niepodległość pod egidą USA, podobnie jak Portoryko. Hiszpanie zorganizowali na wyspie wielkie plantacje upraw trzciny cukrowej, a także tytoniu, i stała się ona największym eksporterem cukru oraz cygar na świecie, przy czym głównym odbiorcą tych wyrobów były Stany Zjednoczone. Kraje te były bardzo ściśle związane ze sobą gospodarczo i politycznie aż do 1959 r.
Najbardziej stabilna sytuacja polityczna panowała na brytyjskiej Jamajce. Na wyspie Brytyjczycy zorganizowali wielkie wydajne plantacje trzciny cukrowej. Prace na nich wykonywali również czarnoskórzy niewolnicy, lecz uzyskali oni w 1834 r. status ludzi wolnych. Wówczas też zaczęto stosować mechanizację prac na plantacjach trzciny cukrowej i wybudowano duże rafinerie cukru na wyspie. Wyspa przynosiła ciągle wielkie dochody i była najbardziej rozwinięta gospodarczo na Karaibach. Gdy popyt na cukier po 1870 r. zmalał, w wyniku konkurencji cukru kubańskiego i brazylijskiego, plantatorzy na Jamajce przestawili się na produkcję bananów i rumu.

## Flora
Flora Karaibów cechuje się dużą różnorodnością. Wiele gatunków roślin jest endemicznych dla tego regionu. Szacuje się, że spośród 13 000 gatunków roślin występujących na Karaibach, 6550 jest endemicznych (endemizm w 50,4%). Około 1/4 grupy roślin naczyniowych z całego regionu występuje wyłącznie na Kubie. Na tej wyspie występuje również ponad połowa endemicznych roślin z całego regionu Karaibów. Kuba jest zdecydowanie najważniejszą pod względem bioróżnorodności, w szczególności roślinności, wyspą regionu. Największa wyspa Antyli zawiera blisko 48% „gorących punktów” różnorodności biologicznej (ang. hotspot) dotyczących obszaru lądowego Antyli. 
Cały region stanowi bardzo zróżnicowany ekosystem lądowy i wodny, dzięki czemu występują tu zarówno lasy mgliste na obszarach górskich, np. Góry Błękitne i Góry John Crow na Jamajce oraz Rezerwat Monteverde w Kostaryce, lasy namorzynowe Wielkich Antyli, np. na Isla de la Juventud (pol. Wyspa Młodości), oraz sawanny i zarośla kserofityczne na Kubie (Matorral de cactáceas de Cuba).

### Endemity
Przykładowym endemitem dla regionu Karaibów jest będący narodowym symbolem Jamajki gwajakowiec lekarski (Guaiacum officinale). Jego zasięg naturalny obejmuje wyspę South Caicos, Wielkie Antyle, większość wysp archipelagu Małych Antyli, przybrzeża Wenezueli i Kolumbii oraz Panamę. Przez jego eksploatację ze względu na cenne drewno został uznany za zagrożony (EN, Endangered). Na Antigui, Anguilli i Barbudzie gwajakowiec lekarski jest gatunkiem wymarłym lub bliskim wymarcia. Narodowym symbolem innego kraju – Dominikany – jest krytycznie zagrożony gatunek kaktusa Pereskia quisqueyana (nazywany różą Bayahibe), występujący wyłącznie w okolicach niewielkiej miejscowości Bayahibe w Republice Dominikańskiej. Illicium guajaibonense to krzew endemiczny dla prowincji Pinar del Río w zachodniej części Kuby. Miejscem występowania Brya ebenus jest Kuba i Jamajka – jest to jedyny z czterech karaibskich gatunków z rodziny bobowatych, który występuje również poza Kubą (pozostałe trzy występujące wyłącznie na Kubie to Behaimia cubensis, Belairia mucronata i Herpyza grandiflora). Agave caymanensis jest gatunkiem agawy endemicznym dla Kajmanów, występującym w szczególności na wschodnich, bardziej suchych krańcach każdej z wysp. W 2016 roku był zaliczany przez IUCN do gatunków zagrożonych wyginięciem. Według IUCN jego populacja w ciągu następnych 60 do 100 lat może się zmniejszyć o 61%. Powodem takiego spadku mają być wszelkie formy rozbudowy, w tym budownictwa mieszkaniowego i handlowego, turystyki oraz rolnictwa.
Inne przykłady roślin endemicznych dla tego regionu to: Acrocomia crispa (Kuba), Coccothrinax miraguama (Kuba), Aegiphila caymanensis (Kajmany), Juglans jamaicensis (Portoryko, Haiti, Dominikana), Auerodendron northropianum (Kuba, Bahamy), Espadaea amoena (Kuba), Goetzea elegans (Portoryko), Grimmeodendron eglandulosum i Lasiocroton bahamensis (Bahamy, Kuba, Haiti), Leptocereus quadricostatus (Portoryko, Brytyjskie Wyspy Dziewicze), Spirotecoma spiralis (Kuba), Stahlia monosperma (Dominikana, Portoryko, Wyspy Dziewicze Stanów Zjednoczonych), Zombia antillarum (Domnikana, Haiti), Wallenia laurifolia (Bahamy, Dominikana, Haiti, Jamajka, Kuba).

### Gospodarka leśna

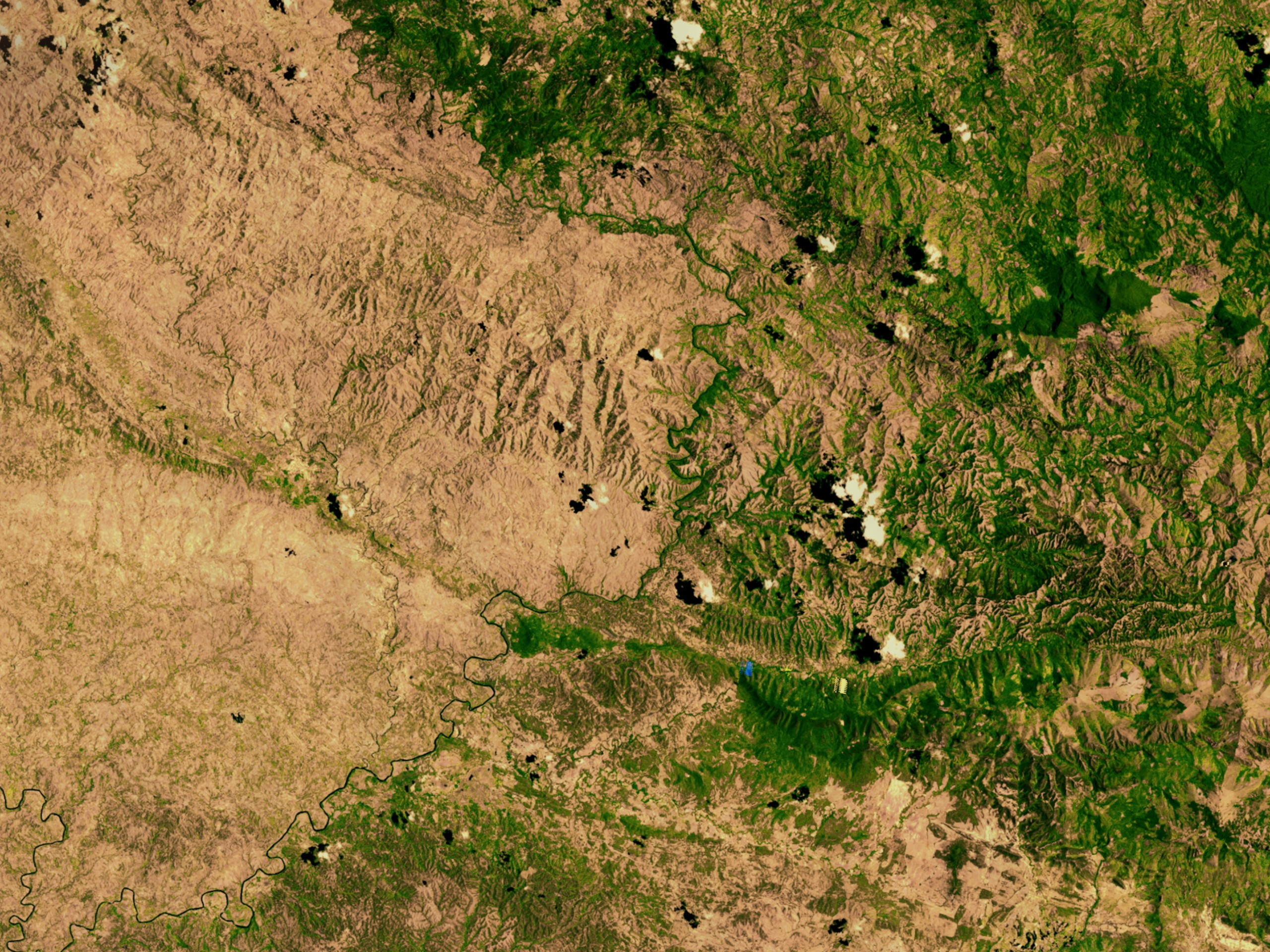
Zdjęcie satelitarne pokazujące proces deforestacji na Haiti. Przez środek przebiega granica między Haiti (l.) i Dominikaną (p.)

Organizacja Narodów Zjednoczonych do spraw Wyżywienia i Rolnictwa w 2010 roku oszacowała, że obszar pokryty lasami w regionie Karaibów wynosi 7 mln ha, co odpowiada 30% ich całej powierzchni. Duża część terenów zalesionych jest własnością prywatną. Obecnie na większości wysp karaibskich postępuje deforestacja i degradacja terenów, zarówno legalna i nielegalna, głównie związana z rolnictwem, ale też z budową infrastruktury, z działalnością gospodarczą (w tym również nielegalnymi plantacjami marihuany), wydobyciem boksytu, wypalaniem węgla drzewnego, nielegalnym wyrębem lasu i zniszczeniami spowodowanymi huraganami. Na Grenadzie wylesianie jest związane z wysokim udziałem własności prywatnej w obszarach zalesionych, gdzie są one wycinane pod zabudowę. Na Jamajce malejący udział terenów zalesionych (spadek o 0,8 p.p. w latach 1990-2015) można powiązać ze wzrostem plantacji kawy, wznoszeniem nielegalnej zabudowy (ang. squatting) i wydobyciem boksytu. Na niektórych wyspach Grenadyn, takich jak Carriacou, czynnikiem spowalniającym regenerację naturalnej roślinności jest nadmierny wypas zwierząt hodowlanych.
Wyjątkami są Kuba, Portoryko i Dominikana (wyspa Haiti). Na pierwszej z wymienionych wysp, w okresie 1990-2015 nastąpił wzrost zalesienia (jako procentowy udział w całym lądzie) o blisko 11 p.p. (z 19,2% w 1990 do 30,1% w 2015), dzięki programowi zalesiania zapoczątkowanemu w 1998. Szacuje się, że przed hiszpańską kolonizacją powierzchnia Kuby była w 90% pokryta lasami. W 1959, w czasie rewolucji kubańskiej, udział ten wynosił zaledwie 14%.

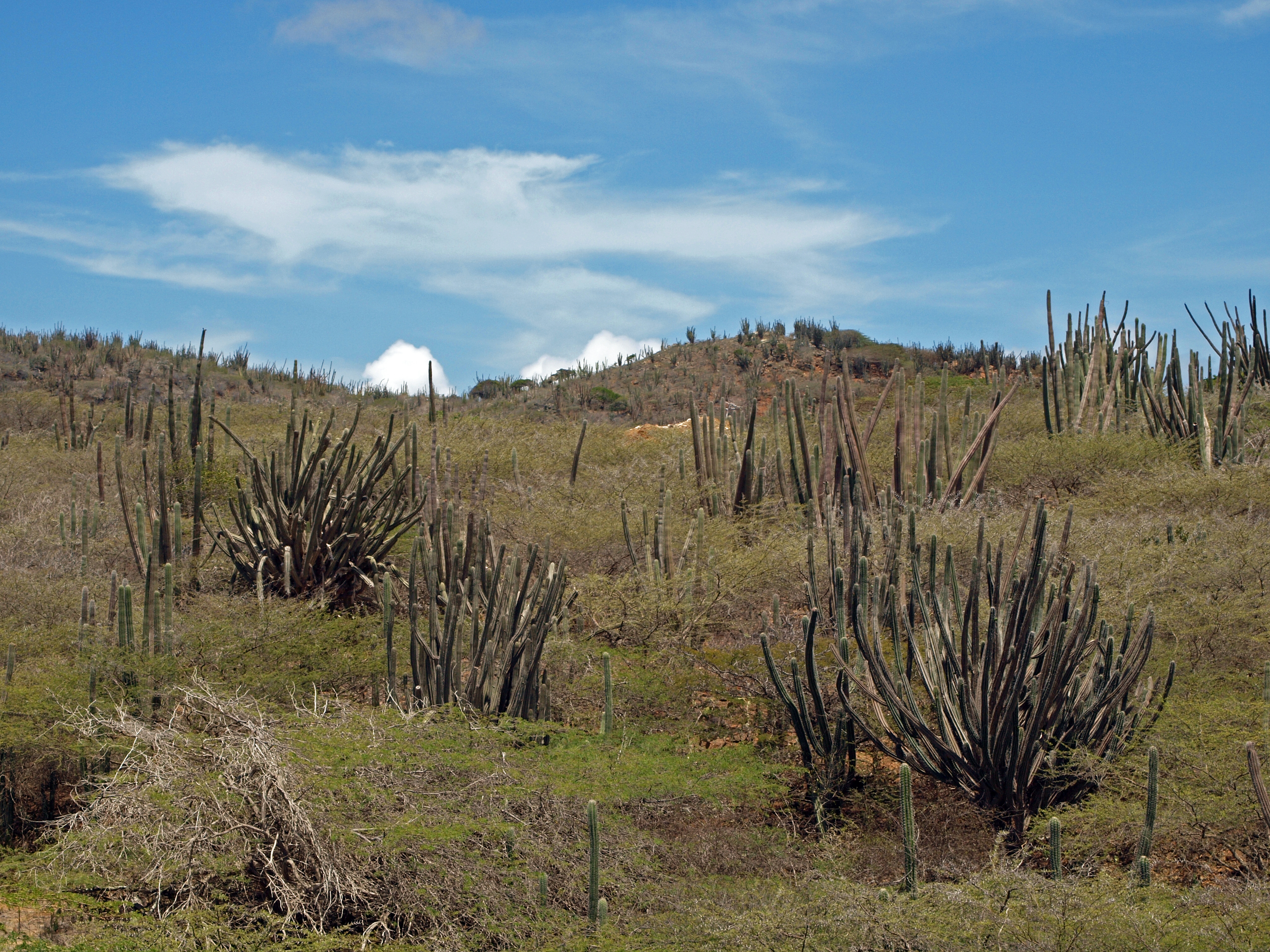
Naturalnymi roślinami Aruby są kserofity

W czasach pierwszych kontaktów Europejczyków z Portoryko w 1493 prawie cała wyspa była pokryta lasami deszczowymi. Przez kolejne trzy stulecia wylesianie postępowało stosunkowo powoli, nabierając tempa w XIX wieku, wraz ze wzrostem zapotrzebowania na kawę i cukier ze strony Europy i Stanów Zjednoczonych, oraz wzrostem liczby ludności na wyspie. Do 1828 roku rozwój rolnictwa i zapotrzebowanie na drewno zmniejszyły powierzchnię zalesioną do 587 tys. ha, tj. 66% zalesienia obszaru całego kraju. W 1931 powierzchnia z lasami wynosiła zaledwie 9% ogółu, a w 1940 Portoryko osiągnęło 6-procentowy, najniższy udział zalesienia w historii swojego kraju. W 1990 tereny zalesione ponownie przekroczyły 30%. Głównym motorem napędowym tego wzrostu była zmiana polityki gospodarczej państwa na przemysł lekki. Spadek cen kawy w latach 50. i wzrost płacy minimalnej w przemyśle sprawiły, że praca w rolnictwie stała się nieopłacalna. Przyrost lasów nastąpił przede wszystkim w drodze naturalnej regeneracji, przy niewielkiej pomocy człowieka. W 2015 roku blisko 56% powierzchni kraju było pokryte lasami.
Spadek powierzchni zalesionej w Haiti, które dzieli wyspę o tej samej nazwie z Dominikaną, jest podyktowany dużym zużyciem energii, której źródłem w 70% jest węgiel drzewny, w przeciwieństwie do większości krajów z regionu i reszty świata, gdzie podstawowymi źródłami energii są paliwa kopalniane. Mimo klęsk żywiołowych występujących na tamtym obszarze (huragany, powodzie, trzęsienia ziemi w 2010 wywołane kolizją płyt tektonicznych oraz epidemia cholery będąca jego pochodną), gospodarka Haiti wciąż rośnie, a przy realizowanej polityce energetycznej powoduje coraz większą deforestację i degradację środowiska. Na wschodniej części wyspy znajduje się Dominikana, której odsetek zalesionych terenów jest znacznie wyższy, niż u sąsiada. Wynika to z polityki zarządzania źródłem energii – Dominikana importuje duże ilości propanu i butanu, zabraniając produkcji węgla drzewnego na swoim terytorium.
Poniżej zaprezentowano dane Banku Światowego dotyczące zalesienia wybranych państw, terytoriów zależnych i zamorskich basenu Morza Karaibskiego, wyrażonego jako procent powierzchni całego kraju, ze stanem na 1990 i 2015 rok.
| Państwo                    | zalesienie w % w 1990 | zalesienie w % w 2015 | zmiana (p.p.) |
| -------------------------- | --------------------- | --------------------- | ------------- |
| Antigua i Barbuda          | 23,4                  | 22,3                  | -1,1          |
| Aruba                      | 2,3                   | 2,3                   | 0,0           |
| Barbados                   | 14,7                  | 14,7                  | 0,0           |
| Brytyjskie Wyspy Dziewicze | 24,7                  | 24,1                  | -0,6          |
| Kajmany                    | 52,9                  | 52,9                  | 0,0           |
| Kostaryka                  | 50,2                  | 54,0                  | +3,8          |
| Kuba                       | 19,2                  | 30,1                  | +10,9         |
| Curaçao                    | b/d                   | b/d                   | b/d           |
| Dominika                   | 66,7                  | 57,8                  | -8,9          |
| Dominikana                 | 22,9                  | 41,0                  | +18,1         |
| Grenada                    | 50,0                  | 50,0                  | 0,0           |
| Haiti                      | 4,2                   | 3,5                   | -0,7          |
| Jamajka                    | 31,8                  | 31,0                  | -0,8          |
| Portoryko                  | 32,4                  | 55,9                  | +23,5         |
| Saint Vincent i Grenadyny  | 64,1                  | 69,2                  | +5,1          |
| Trynidad i Tobago          | 46,9                  | 45,7                  | -1,2          |
| Saint Kitts i Nevis        | 42,3                  | 42,3                  | 0,0           |
| Saint Lucia                | 35,7                  | 33,3                  | -2,4          |